# Kim Hyung Joong 1
《Kim Hyung Joong 1》은 2003년 2월 14일에 발매된 김형중의 1집 앨범이다. 이오에스 프론트맨으로 어렴풋한 김형중이 90년대로부터 훌쩍 2003년에 등장, 성공적인 재기를 마쳤다. 타이틀곡은 〈그랬나봐〉다.

## 수록곡
| #            | 제목                      | 작사           | 작곡           | 편곡           | 재생 시간 |
| ------------ | ------------------------- | -------------- | -------------- | -------------- | --------- |
| 1.           | 〈무슨 말을 해야 하는지〉 | 김형중         | 황세준         | 황세준         | 4:55      |
| 2.           | 〈연인〉 (戀人)           | 김형중         | 조규만         | 조규만         | 4:25      |
| 3.           | 〈그랬나봐〉              | 유희열         | 유희열         | 김태훈         | 4:30      |
| 4.           | 〈그대만을〉              | 이승환 (Story) | 이승환 (Story) | 이승환 (Story) | 3:52      |
| 5.           | 〈I Love You〉            | 조규찬         | 조규찬         | 조규찬         | 4:05      |
| 6.           | 〈세살차이〉              | 조규만         | 조규만         | 조규만         | 3:43      |
| 7.           | 〈원하고 바라죠〉         | 조규만         | 조규만         | 조현석         | 4:56      |
| 8.           | 〈미몽〉 (迷夢)           | 유희열         | 유희열         | 유희열         | 5:00      |
| 9.           | 〈처음 이별을 알고〉      | 이승환 (Story) | 이승환 (Story) | 이승환 (Story) | 4:47      |
| 10.          | 〈You're The Only One〉   | 조규만         | 심상원         | 심상원         | 3:19      |
| 11.          | 〈그랬나봐〉 (Piano Ver.) | 유희열         | 유희열         | 유희열         | 3:53      |
| 12.          | 〈원하고 바라죠〉 (Inst.) |                | 조규만         | 조현석         | 4:56      |
| 총 재생 시간 | 총 재생 시간              | 총 재생 시간   | 총 재생 시간   | 총 재생 시간   | 52:21     |